# آلبرتو دیاز
آلبرتو دیاز (انگلیسی: Alberto Díaz؛ زادهٔ ۲۳ آوریل ۱۹۹۴) بازیکن بسکتبال اهل اسپانیا است.

## حرفه
از باشگاه‌هایی که در آن بازی کرده‌است می‌توان به باشگاه بسکتبال بیلبائو، باشگاه بسکتبال فوئنلابرادا، و باشگاه بسکتبال مالاگا اشاره کرد.
وی در مسابقات کشوری و بین‌المللی در مجموع برندهٔ ۱ مدال طلا، ۱ مدال نقره شده‌است.